# آلما بنت
آلما بنت (انگلیسی: Alma Bennett؛ ۹ آوریل ۱۹۰۴ – ۱۶ سپتامبر ۱۹۵۸) یک هنرپیشه فیلم صامت اهل ایالات متحده آمریکا بود.